# Blarina
Blarina és un gènere de musaranyes pertanyent a la família dels sorícids.

## Descripció
- Tenen, en general, el pelatge fosc.
- 32 dents.
- Cues relativament curtes.
- La saliva és tòxica i s'utilitza per a sotmetre les preses.[2][3]

## Distribució geogràfica
Es troba a Nord-amèrica.

## Taxonomia
- Musaranya cuacurta septentrional (Blarina brevicauda) (Say, 1823)
- Musaranya cuacurta meridional (Blarina carolinensis) (Bachman, 1837)
- Musaranya cuacurta d'Elliot (Blarina hylophaga) (Elliot, 1899)
- Blarina peninsulae (Merriam, 1895)[4][5][6][7]